# Ariel Hernández
Ariel Hernández Azcuy (ur. 8 kwietnia 1972 w Guane) – kubański bokser. Dwukrotny złoty medalista olimpijski.
Walczył w wadze średniej (do 75 kilogramów) i zdominował tę kategorię w połowie lat 90. Po raz pierwszy olimpijskie złoto zdobył w 1992 w Barcelonie (miał wówczas 20 lat), tytuł obronił cztery lata później w Atlancie. Dwa razy zdobywał tytuł amatorskiego mistrza świata (1993 i 1995), w 1997 był srebrnym medalistą MŚ i siedmiokrotnym, począwszy od 1992, mistrzem Kuby. Nie przeszedł na zawodowstwo.

## Starty olimpijskie
Barcelona 1992
- waga średnia – złoto

Atlanta 1996
- waga średnia – złoto